# Agenais
Das Agenais oder Agenois ist eine historische Provinz Frankreichs. Es gehört zum okzitanischen Sprachgebiet und wurde nahezu allseitig umschlossen vom Herzogtum Aquitanien; lediglich der Südosten grenzt an die Grafschaft Toulouse und an die Vizegrafschaft Lomagne, die ein Teil der Gascogne war. Das Agenais entspricht zusammen mit dem Arrondissement Nérac ungefähr den Grenzen des heutigen Départements Lot-et-Garonne. Die Gesamtzahl der Einwohner beträgt ca. 350.000 bei einer Fläche von insgesamt ca. 5.600 km²; ohne das Arrondissement Nérac und kleinerer angrenzender Gebiete sind es ca. 300.000 Einwohner bei einer Fläche von ungefähr 3500 km².

Agenais ohne das Arrondissement Nérac

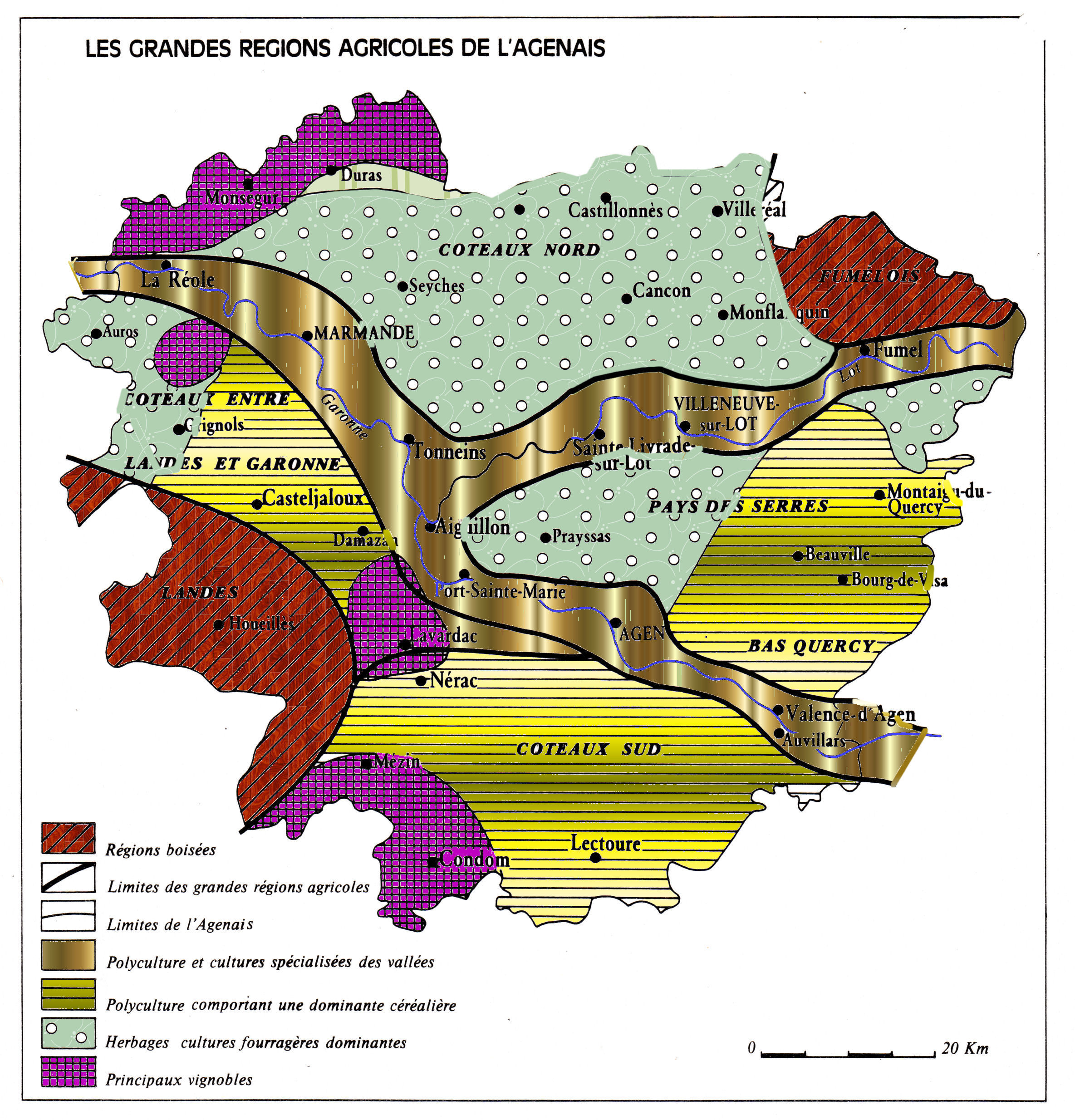
Landwirtschaftliche Nutzung des Agenais inkl. Arrondissement Nérac

## Geografie

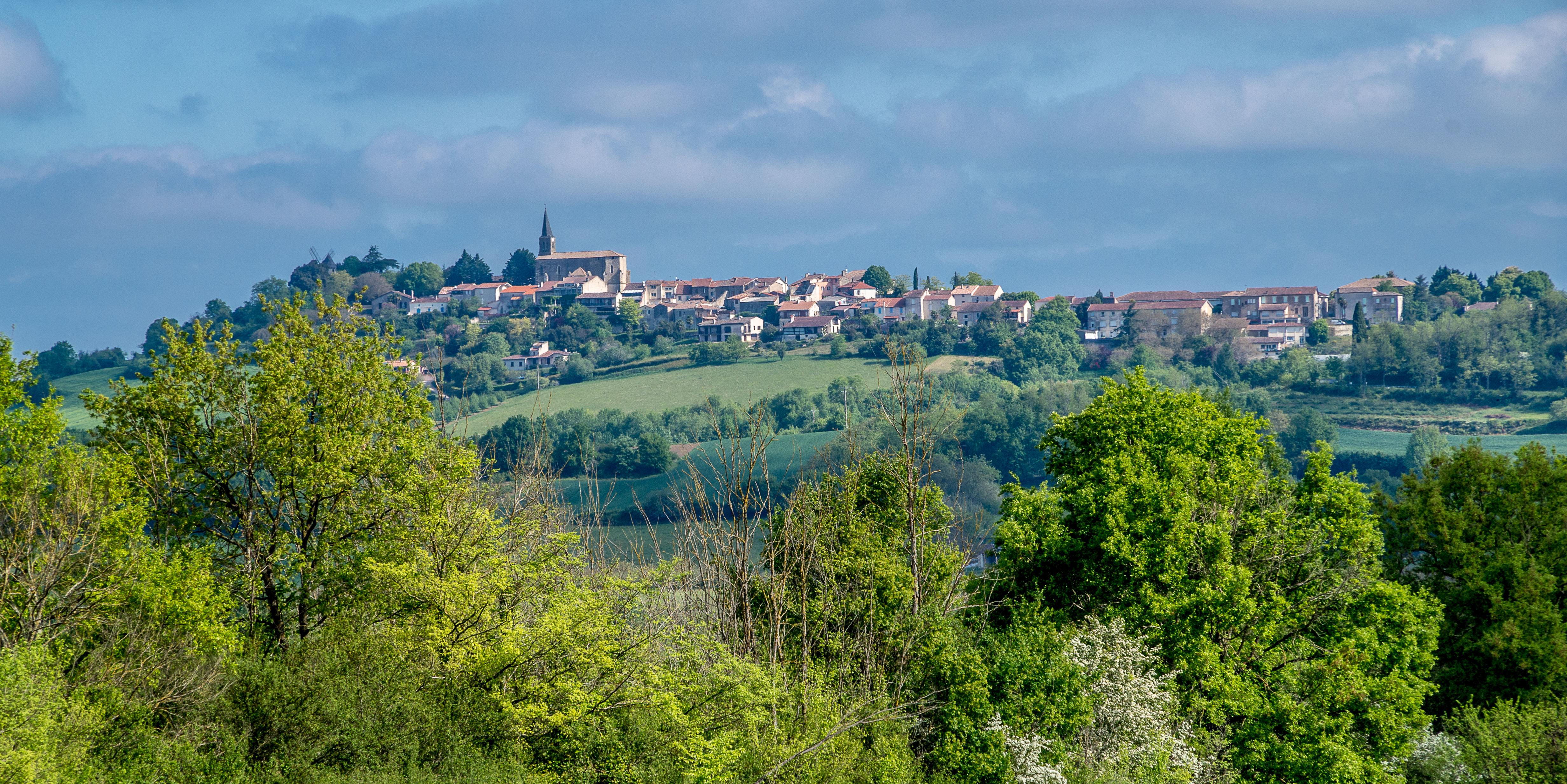
Landschaft bei Montpezat

### Landschaft
Die von Feldern, Wäldern, und Weinbergen geprägte Hügellandschaft des Agenais liegt zumeist in Höhen zwischen ca. 25 bis 200 m ü. d. M.; Erhebungen über 200 m sind selten.

### Städte
Die größten Städte im Agenais sind Agen (ca. 36.000 bzw. knapp 100.000 Einwohner im Großraum), Villeneuve-sur-Lot (ca. 24.000), Marmande (ca. 18.000), Tonneins (ca. 9.000), Fumel (ca. 5.000), Aiguillon (ca. 4.000) Miramont (ca. 3.500) und Sainte-Bazeille (ca. 3.300).

### Flüsse
Außer der Garonne, die die südwestliche Grenze des Agenais bildet, und dem Lot, der bei Aiguillon in die Garonne mündet, gibt es keine größeren Flüsse. Erwähnenswert ist vielleicht noch die deutlich kleinere Gupie, die bei Sainte-Bazeille in die Garonne einmündet.

### Klima
Das in hohem Maße vom Atlantik beeinflusste Klima des Agenais ist mild; Nachtfröste oder Tagestemperaturen von über 35 °C sind äußerst selten.

## Geschichte
Im antiken Gallien war das Gebiet des Agenais die Heimat der Nitiobrogen mit Aginnum, dem heutigen Agen, als Hauptstadt. Im 4. Jahrhundert bildete es die Civitas Agennensium als Teil der römischen Provinz Aquitania secunda. In der Zeit der Merowinger und Karolinger gehörte das Agenais zu Aquitanien, und wurde in der Folge eine erbliche Grafschaft als Teil der Gascogne.
Im Jahr 1038 wurde die Grafschaft von den Herzögen von Aquitanien und Grafen von Poitou erworben. Die Hochzeit von Eleonore von Aquitanien und Heinrich Plantagenet brachte das Agenais im Jahr 1152 unter englische Herrschaft. Als deren Sohn Richard Löwenherz 1196 seine Schwester Johanna mit Raimund VI., Graf von Toulouse, verheiratete, war das Agenais Teil der Mitgift der Braut. Mit den übrigen Gebieten der Grafschaft Toulouse kam Agenais dann im Jahr 1271 an die französische Krone.
Bereits im Jahr 1279, als der französische König die älteren Rechte des englischen Königs Eduard I. anerkennen musste, wurde das Agenais an die englische Krone zurückgegeben. Doch gab es keinen wirklich dauerhaften Frieden zwischen beiden Mächten: In den Jahren 1323 bis 1325 gab es den sogenannten Krieg von Saint-Sardos, der ein Vorspiel des Hundertjährigen Kriegs bildete. Während des Hundertjährigen Kriegs (1337–1453) wechselte das Gebiet mehrmals den Besitzer, und erst der Rückzug der Engländer (1453) brachte es friedlich in den Besitz der Franzosen.
Ab jetzt war Agenais nur noch ein Verwaltungsbegriff. In den Jahren 1572 bis 1615 war die Grafschaft Apanage der Marguerite de Valois, der Ehefrau König Heinrichs IV. Am Ende des Ancien Régime war es Teil der Provinz Guyenne und wurde in der Französischen Revolution (1789–1799) in das neu geschaffene Département Lot-et-Garonne eingegliedert, dessen Hauptbestandteil es nun ist.
Der Titel eines Comte d’Agenais, der im Mittelalter unter den englischen Königen außer Gebrauch geraten war, wurde im 17. Jahrhundert von den französischen Königen wiederbelebt. Er wurde von der Familie Le Plessis-Richelieu geführt.

## Wirtschaft

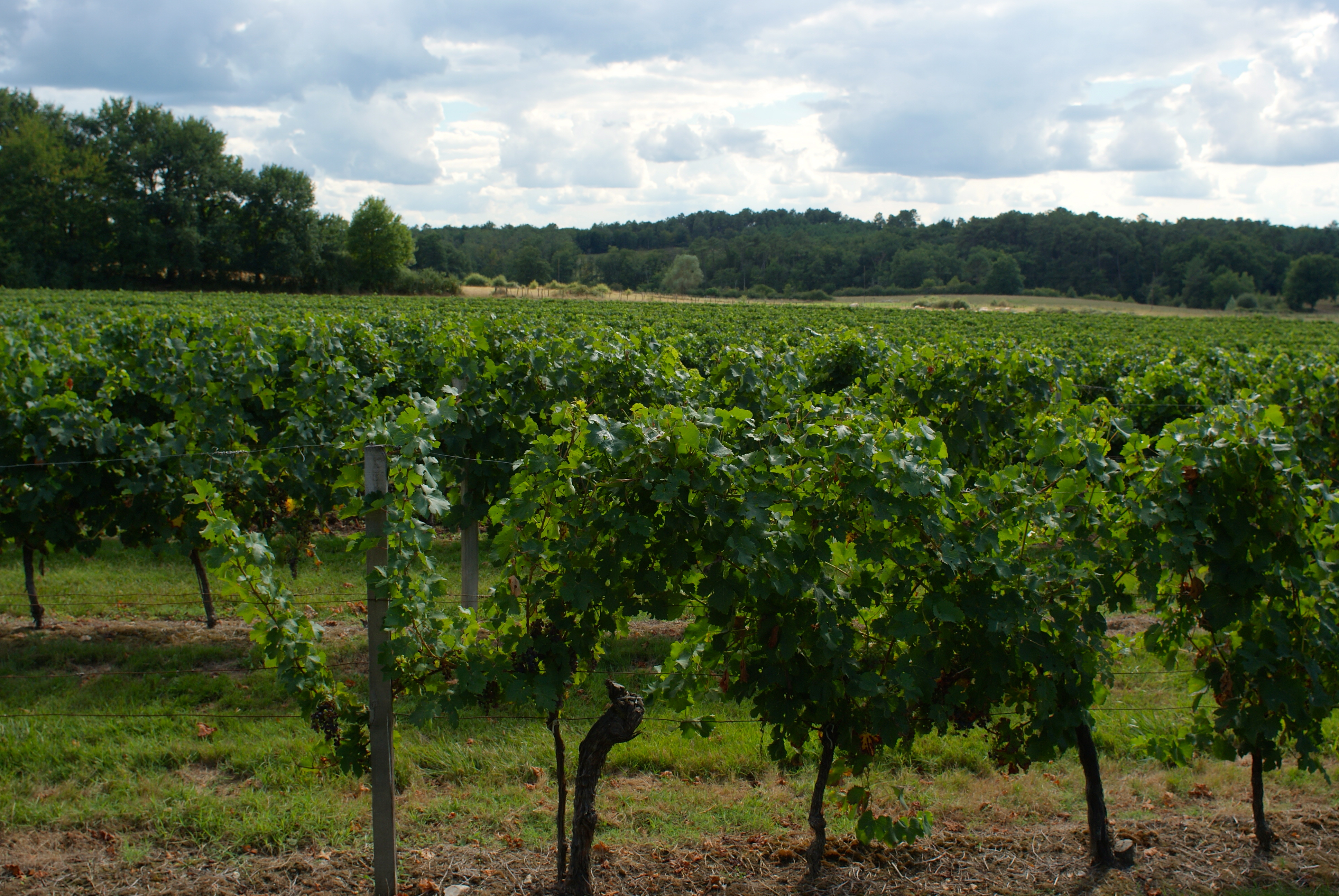
Weinfeld im Agenais

Traditionell ist das heute in hohem Maße von Weizenfeldern etc. geprägte Agenais ein Weinbaugebiet, das jedoch bislang nur mittelmäßige bis gute Landweine hervorbringt (Vins de Pays de l’Agenais), die früher über die Garonne und Bordeaux bis nach England und Nordeuropa exportiert wurden. Die Lagen Côtes de Duras und Côtes du Marmandais liegen näher beim Weinbaugebiet von Saint-Émilion und gelten als deutlich gehaltvoller. Der im Jahr 1856 in Betrieb genommene Garonne-Seitenkanal gewährleistet die Anbindung des Agenais an den Atlantik und an das Mittelmeer; Schifffahrt und Handel wurden dadurch einfacher. Heute spielt die Autoroute A62, die durch das Tal der Garonne führt, eine deutlich wichtigere Rolle. Der Tourismus ist wirtschaftlich nur von untergeordneter Bedeutung.

## Kunst

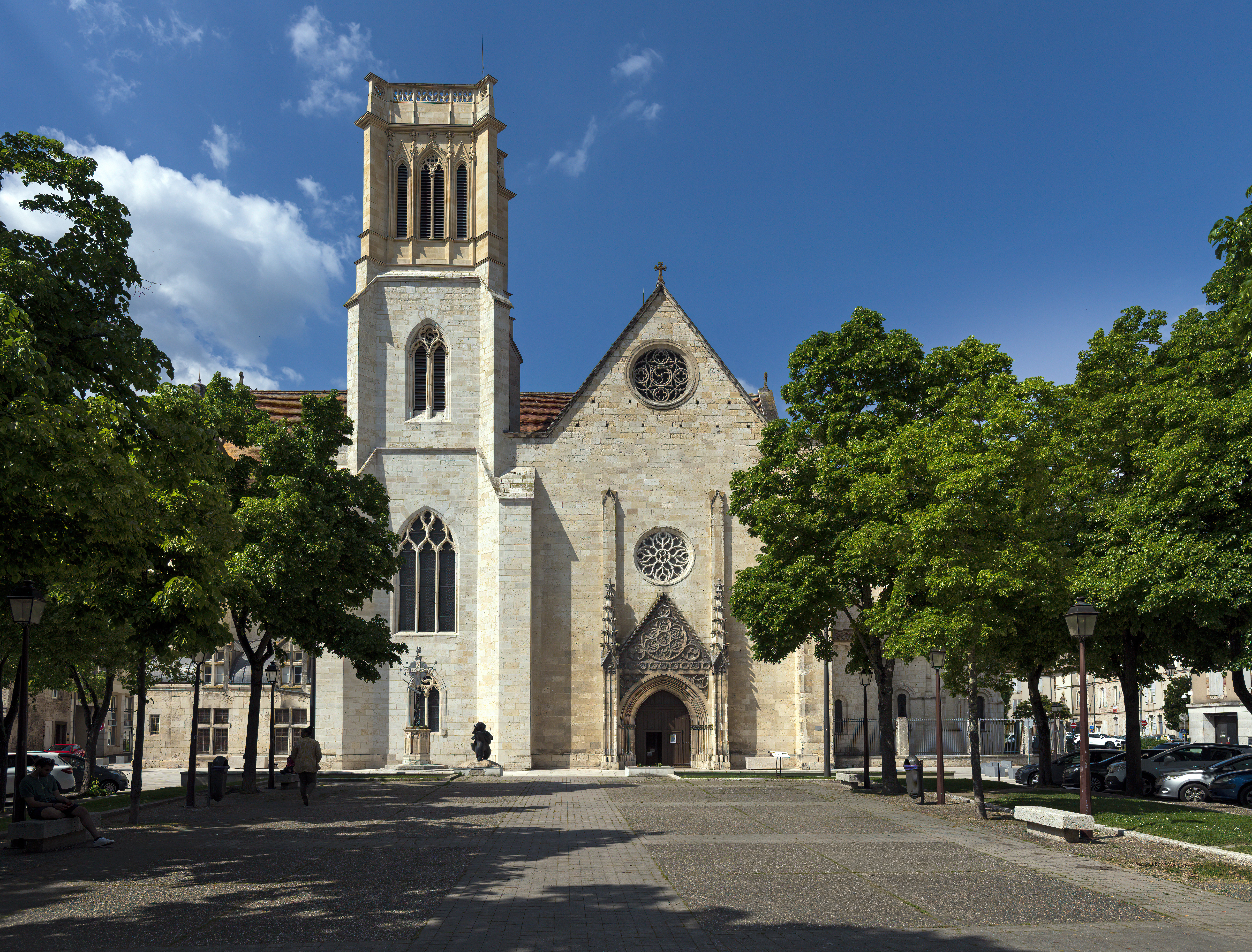
Kathedrale von Agen

Kulturelles Zentrum des Agenais ist die Stadt Agen mit der Kathedrale Saint-Caprais, der Jakobinerkirche Notre-Dame, der Kirche Saint-Hilaire sowie zahlreichen Adelspalästen (hôtels), aber auch die Stadt Marmande bietet zahlreiche historische Sehenswürdigkeiten. In den ländlichen Regionen befinden sich zahlreiche historische Kirchen und andere Bauwerke, die von der mittelalterlichen Romanik und Gotik bis hin zum Barock und Klassizismus reichen. Wichtigstes Museum ist das Musée des Beaux Arts in Agen, welches Bildteppiche und Malerei vom 16. bis zum frühen 20. Jahrhundert zeigt.